# Żyworódka omszona

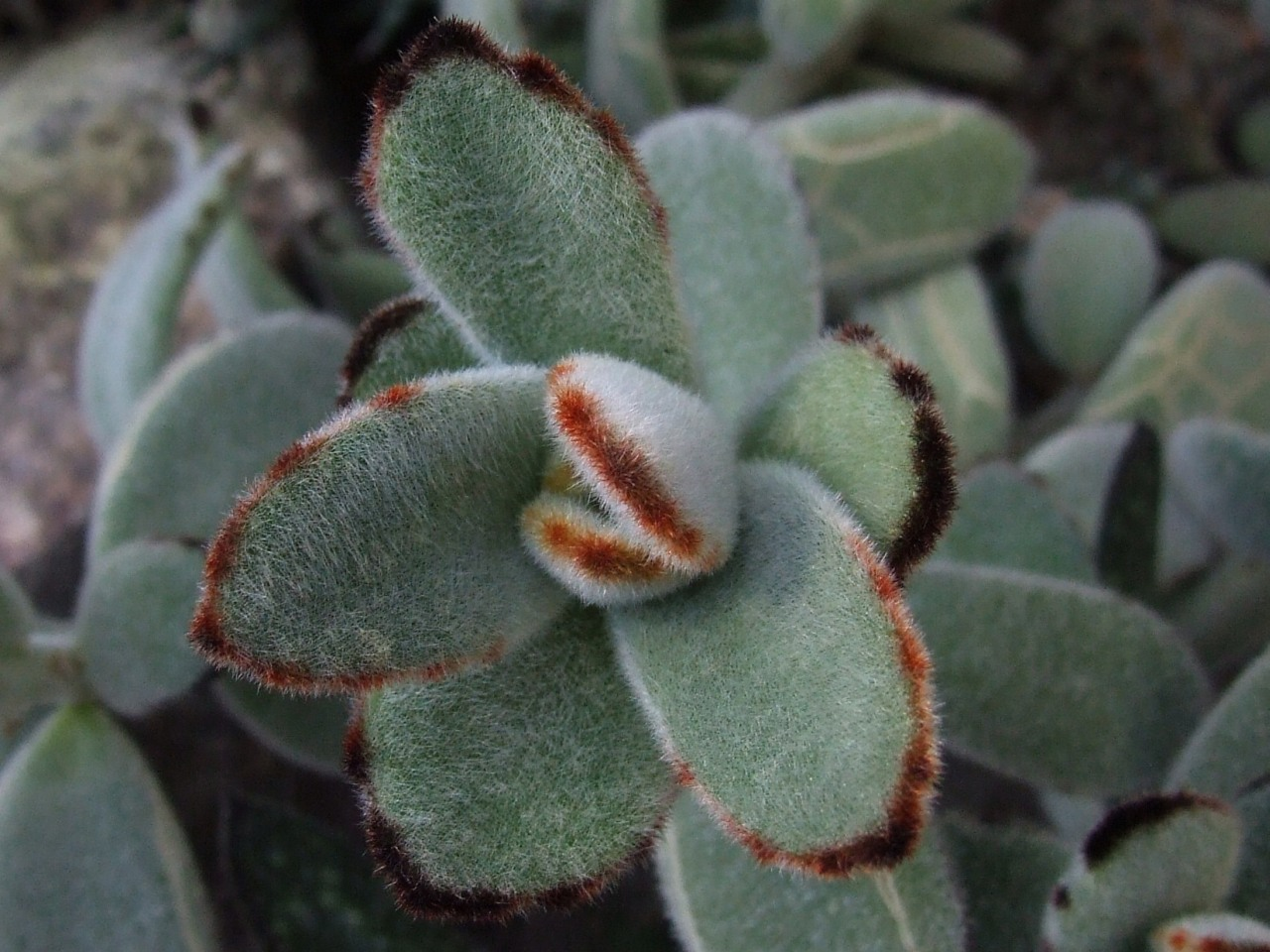

Żyworódka omszona, kalanchoe omszone (Kalanchoe tomentosa) – gatunek rośliny z rodziny gruboszowatych. Pochodzi z tropikalnych obszarów Madagaskaru. W Polsce jest jednym z kilku gatunków rozmnóżek uprawianych jako rośliny pokojowe.

## Morfologia
Roślina o pojedynczym, wzniesionym pędzie. Liście bezogonkowe, eliptyczne, całe pokryte grubym, białym kutnerem (omszone). Ich brzegi są charakterystycznie brązowe lub rude (w tych miejscach włoski kutneru mają inną barwę. W uprawie pokojowej liście mają długość 2–6 cm. Kwiaty zebrane w wiechy, zielonożółte, dzwonkowatego kształtu, o czerwonych płatkach i czerwono ogruczolone. Wydzielają nieprzyjemny zapach.

## Biologia
Bylina, sukulent liściowy i pędowy. Roślina żyworodna o nietypowym sposobie rozmnażania się: na brzegach liści wyrastają zaopatrzone w korzenie rozmnóżki, które przy najmniejszym poruszeniu rośliny odpadają i ukorzeniają się. Rozmnóżki te w soczystych liściach posiadają pewien zapas wody i mogą przez jakiś czas przetrwać niesprzyjające warunki (susza), gdy tylko wilgotność gleby im na to pozwoli, szybko kiełkują. Roślina wytwarza także kwiaty, zakwitają one zwykle zimą i również są ozdobne. W uprawie pokojowej z reguły nie zawiązują jednak nasion. Jest dość długowieczna.

## Uprawa
- Wymagania. Wymaga silnego oświetlenia, gdy będzie stała w miejscu zbyt słabo oświetlonym straci swoje ozdobne walory. Również w zimie roślina powinna przebywać w dobrze oświetlonych miejscach (np. na parapetach okiennych). W lecie można ją wynieść na balkon. Optymalna temperatura to 20-23 °C, również w zimie roślina powinna przebywać w ogrzewanym pokoju. Nie lubi nadmiaru wody, gdyż powoduje to gnicie korzeni. Rośnie dobrze w każdej żyznej ziemi, nie powinna ona tylko być ciężka, gliniasta.
- Sposób uprawy: Podlewa się umiarkowanie, nie należy jednak dopuszczać do przeschnięcia ziemi. Nie wymaga specjalnego nawożenia, ale przez wiosnę i lato wskazane jest co 3–4 tygodnie zasilenie jej słabym roztworem rozpuszczonych w wodzie nawozów wieloskładnikowych lub organicznych. Przesadza się roślinę tylko wtedy, gdy doniczka staje się wyraźnie zbyt mała.
- Rozmnażanie. Rozmnaża się ją poprzez rozmnóżki, które doskonale ukorzeniają się.